# Bronzmolyfélék
A valódi lepkék (Glossata) közé tartozó bronzmolyfélék (Roeslerstammiidae) családjának mindössze két faja él Magyarországon. A hernyók fiatal korukban lombos fák levelein aknáznak, később a levélen kívül bábozódnak be szövedékben. Magyarországon két fajuk él.

## Rendszertani felosztásuk
A családot tizenöt nemre tagolják:
- Agriothera
- Amphithera
- Chalcoteuches
- Cuphomorpha
- Dasycarea
- Dinocrana
- Enchoptila
- Harpedonistis
- Hestiaula
- Macarangela
- Roeslerstammia
  - zöldes bronzmoly (Roeslerstammia erxlebella Fabricius, 1787) – hazánk kevés pontjáról ismeretes (Mészáros, 2005; Pastorális, 2011);
  - barnaöves bronzmoly (Roesslerstammia pronubella Denis & Schiffermüller, 1775) – hazánk több pontjáról is előkerült, de nem gyakori (Mészáros, 2005; Pastorális, 2011)
- Sphenograptis
- Telethera
- Thalassonympha
- Thereutis